# Altenmarkt (Gemeinde Yspertal)
Altenmarkt ist Marktort und eine Katastralgemeinde der Marktgemeinde Yspertal im Bezirk Melk in Niederösterreich. Bis Ende 1969 war Altenmarkt eine eigenständige Gemeinde.

## Geografie
Der Ort liegt östlich der Ysper im Yspertal und ist der Hauptort der Gemeinde Yspertal. Die Katastralgemeinde erstreckt sich im Osten bis zur Scheitellinie des Ostrongs.

## Ortsgliederung
Die Katastralgemeinde umfasst die Lagen Dorfstatt, Fahralehen, Gmoahäusl (auch Gemeindehäuseln), Höllmühle, Pichl, Prannleithen, Surbichl, Ysper, Haslau, Am Bach, Arthof, Hofstadt, Klampfenlehen, Lehen, Oberbichl, Orthof, Pfaffenlehen, Resitant, Sturmberg, Unterbichl, Waira, Nächst Altenmarkt, Abfaltern, Beiglmühle, Bräuhaus, Bruckmühlsäge, Fischerlehen, Hinterlueg, Hofedl, Meierhof, Nagelmühle, Oberbrand, Ober-Walkersberg, Ofenlehen, Ostranghäusl, Schaffelschmiede, Strass, Türkenreith (auch Am Brand), Ulmützhof, Unter-Brand, Unter-Walkersberg, Vorderlueg, Wahlmühle, Weissenlehen, Wimm und Ziegelstadl und gliedert sich in die Ortschaften Yspertal, Haslau und Nächst Altenmarkt.

## Geschichte
Das Gebiet um Altenmarkt kann auf eine 1000-jährige Geschichte zurückblicken, als Kaiser Otto III. seinem Vetter, dem Herzog Heinrich von Bayern, dem späteren Heinrich II. das Gut Nochilinga schenkte. Dieses wurde von den Flüssen Ispera (Ysper) und Sabinicha (Sarmingbach) umgrenzt und schloss im Süden mit der Donau ab. Bemerkenswert an der Urkunde dieser Schenkung ist, dass sie zwei Jahre nach Erstnennung Österreichs abgefasst wurde und damit eine der frühesten Nennungen des Namens ostarrichi enthält.
Der erstmals 1307 urkundlich genannte Ort Altenmarkt ist die älteste, in diesem Rahmen entstandene Ansiedlung des Yspertales und trug ursprünglich den Namen Ysper, was auf keltische, slawische oder germanische Wurzeln deutet. In alten Urkunden wird der Ort neben Ysper auch „Altenysper“ oder „alter Markt Ysper“ genannt, um eine Unterscheidung zur Erweiterung von Ysper gleich nördlich des alten Ysper zu treffen. Die beiden Orte sind heute zusammengewachsen und werden als Altenmarkt und Ysper angesprochen.
Aus historischen Urkunden geht hervor, dass Altenmarkt bereits im frühen 14. Jahrhundert das Marktrecht besessen hat. In dieser Zeit wurde eine auch eigene Pfarre eingerichtet, nachdem der Ort zuvor von St. Oswald aus betreut wurde. Spätestens hier erfolgte auch die Festlegung auf Altenmarkt als neuer Bezeichnung.

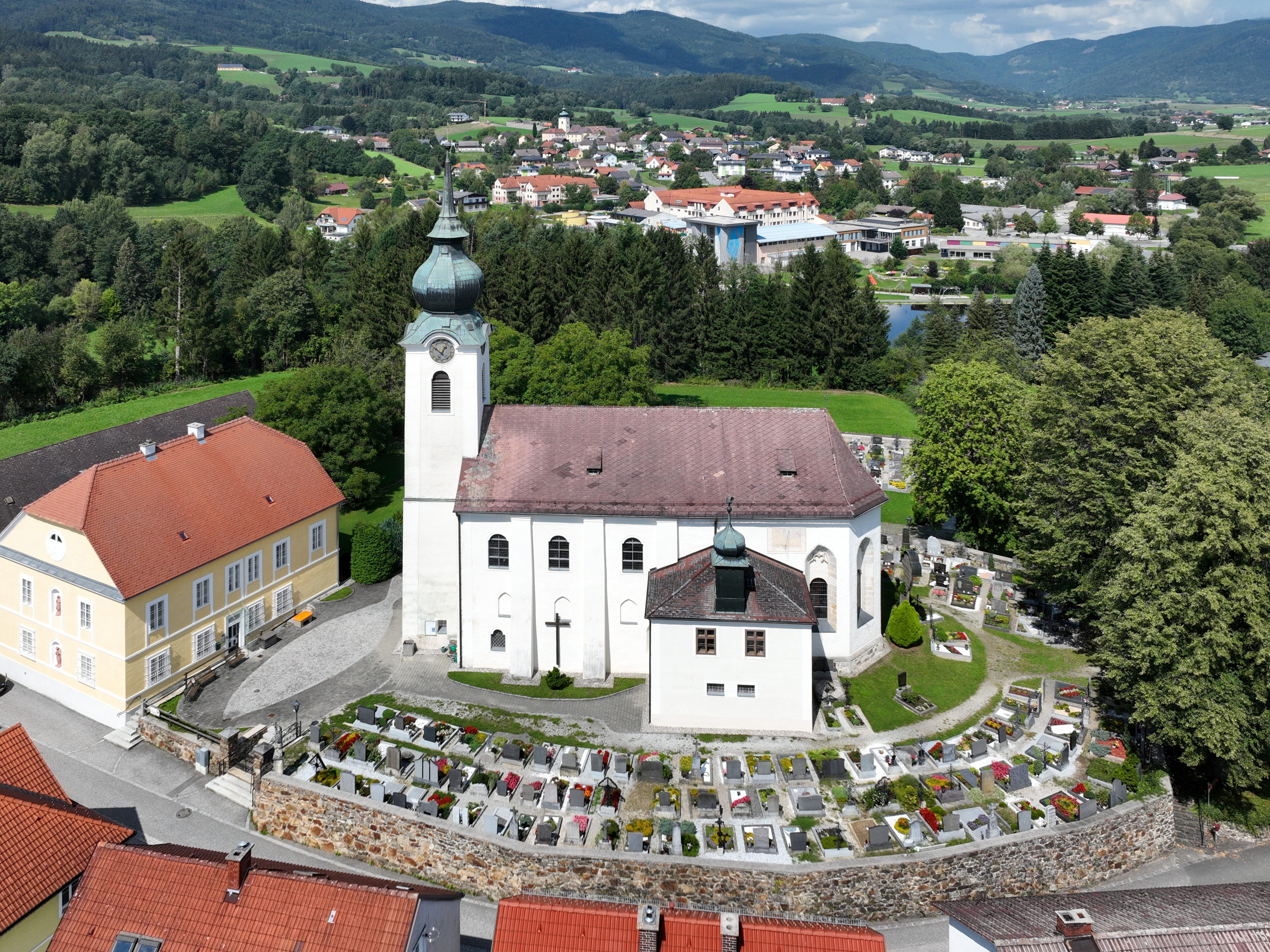
Röm.-kath. Pfarrkirche in Altenmarkt

Nach mehreren Besitzerwechseln überantwortete im Jahr 1593 Kaiser Rudolf II. den Ort Altenmarkt und weitere Orte an die Freiherrn von Hoyos. Anfangs erhoben sich Yspertaler Bauern gegen die Herrschaft der Hoyos und belagern 1597 auch das Schloss in Persenbeug. Dennoch konnten die Hoyos durch wohlwollendes Wirken ihre Besitzungen später erweitern und im Jahr 1800 schließlich an Kaiser Franz II. verkaufen.
Im Jahr 1822 wurde der Ort als Markt mit 41 Häusern erwähnt, der über eine Pfarre und eine Schule verfügte. Die Herrschaft Rorregg besaß die Ortsobrigkeit, übte die Landgerichtsbarkeit aus, besorgte die Konskription und hatte die Grundherrschaft inne.
Nach 1850 konstituierte sich der Ort unter dem Namen Altenmarkt im Ysperthale zur politischen Gemeinde, die auch die Ortschaften Haslau und Nächst Altenmarkt umfasste.
Mit 1. Jänner 1970 wurden im Rahmen der Niederösterreichischen Kommunalstrukturverbesserung die bis dahin selbständigen Gemeinden Altenmarkt im Ysperthale und Yspertal zu Altenmarkt-Yspertal fusioniert und mit 1. Jänner 1972 noch die bis dahin selbständige Gemeinde Wimberg eingemeindet. Gleichzeitig wurde die Gemeinde Altenmarkt-Yspertal wieder auf Yspertal umbenannt.
Die Gemeinde Yspertal hat hier ihren Verwaltungssitz.

## Kultur und Sehenswürdigkeiten
- Katholische Pfarrkirche Altenmarkt im Yspertal hl. Maria Magdalena